# Структурна психологія
Структу́рна психоло́гія (англ. structural psychology) — термін, введений Е. Тітченером для позначення своєї психології, що протиставлялася ним функціональній психології. Розвиваючи ідеї В. Вундта, Тітченер доводив, що психологія повинна відволікатися від функціонального значення психіки, від ролі, що виконується свідомістю в поведінці.
Її завдання — вивчати структуру свідомості, розчленовувати будь-яке душевне явище на складові його елементи, непіддатливі подальшому аналізу, з'ясовувати закони об'єднання цих складових частин і розкривати зв'язок психологічної структури з фізіологічною організацією.
Структурна психологія Тітченера — концентроване вираження інтроспективного трактування психіки, яка обмежується лише сферою усвідомленого і досліджується як замкнута в самому собі свідомість. Її методом служить аналітична інтроспективна — опис переживань в категоріях елементів свідомості. У положенні про можливість безпосереднього пізнання психіки реалізується позитивістський принцип про збіг єства і явища. Представники функціоналізму критикували концепцію Тітченера за ігнорування дарвінівської теорії про роль психіки в процесі пристосування (адаптації) організмів до середовища. В наш час[коли?] структурна психологія представляє в основному історичний інтерес.

## Погляди Тітченера
Тітченера, поряд з Вільгельмом Вундтом, зараховують до авторів структуралістської теорії в психології. Концепції Вундта, почерпнуті Тітченером у Німеччині, завжди наголошувалися, коли той говорив про свою роботу. По приїзді до США, однак, він вносить серйозні коригування в теорію Вундта та готує власну концепцію, так само звану структуралізмом і зафіксовану як розвиток і розширення понять Вундта.
Однак, насправді концепції відрізнялися у своїх основах, і «структуралізм» як назва «структуралізм» використовувався саме для позначення підходу, сформульованого Тітченером. Структуралізм у США мав успіх на початку XX століття. Протягом двадцяти років він впливав на американську школу психології — до того, як нові теорії не зайняли його місце. Ще за життя Тітченера, попри його вплив в академічному середовищі, окремі вчені почали прокладати власні маршрути досліджень. Історично, саме структуралізм вважається першою школою психології, крім того, що він протягом певного періоду був найпоширенішим і значним напрямом у психологічній науці, що зароджувалася.
Оскільки він був учнем Вільгельма Вундта в Лейпцизькому університеті, ідеї Тітченера про те, як працює розум, були сильно пов'язані з теорією Вундта про волюнтаризм та його концепції про асоціації й апперцепцію (пасивні й активні комбінації елементів свідомості відповідно). Тітченер намагався класифікувати структури розуму, подібно до того, як хіміки класифікували хімічні елементи.
Тітченер у принципі був згоден із «концентричною моделлю» свідомості В.Вундта, проте, на його думку, вона не враховувала можливих змін станів свідомості у часі. Тому він уявляв свідомість у вигляді «двохрівневого» потоку, верхній «рівень» якого охоплює ясні змісти свідомості, нижній — невиразні. Тітченер припускав, що в цьому потоці постійно відбувається процес переходу одних станів свідомості з верхнього на нижній рівень і навпаки.
Тітченер заявляв, що науку складають лише простежувальні події, і що всякі міркування щодо неспостережних подій випадають із серйозної дискусії (такий погляд відповідав думці Ернста Маха). У своїй книзі «Системна психологія» Тітченер писав: «Однак правильно, що спостереження є єдиний і власний метод науки, і що експеримент, що розглядається як науковий метод, не що інше, як спостереження, яке зберігається і підтримується».

## Розум і свідомість
Вважаючи розум сукупністю накопиченого за життя досвіду, Тітченер вважав, що зможе вловити закони та склад розуму, якщо знайде та систематизує основні компоненти розуму та принципи, за якими вони взаємодіють.

## Інтроспекція
Головним інструментом Тітченера визначення різних компонентів свідомості стала інтроспекція. У «Системній психології» Тітченер писав:
Стан свідомості, що є предметом психології… може стати об'єктом безпосереднього пізнання лише шляхом інтроспекції чи самоусвідомлення.
Інтроспекція буквально означає «погляд всередину», для опису пам'яті, сприйняття, когнітивних процесів і/або мотивацію людини.

## Елементи розуму
Перше питання теорії Тітченера: що є будь-яка складова частина свідомості? У процесі розробки теорії він робить висновок, що існує три типи розумових елементів, що створюють свідомий досвід: відчуття (елементи сприйняття), образи (елементи ідей) й афекти (елементи емоцій). Ці елементи можна розділити на їхні відповідні властивості, що він визначив як інтенсивність, тривалість, ясність і протяжність. І відчуття, й образи містили всі ці якості; проте афектам бракувало як ясності, так і протяжності. А образи й уподобання можна було б розбити на прості групи відчуттів. Тому, наслідуючи таку логіку, всі думки були образами, які, бувши побудованими з елементарних відчуттів, означали, що всі складні міркування та думки могли бути в кінцевому підсумку розбиті на ті відчуття, які він міг отримати через інтроспекцію.

## Взаємодія елементів
Другим аспектом теорії структуралізму Тітченера було питання, як ментальні елементи об'єднуються та взаємодіють один з одним, утворюючи свідомий досвід. Його висновки багато в чому ґрунтувалися на ідеях асоціанізму. Зокрема, Тітченер фокусується на законі асоціацій, який полягає в тому, що думка про щось прагнутиме викликати думки про явища, які зазвичай переживаються разом з нею.
Тітченер відкинув уявлення Вундта про аперцепцію та творчий синтез (довільну дію), які були основою волюнтаризму Вундта. Тітченер стверджував, що увага — це прояв властивості «ясності» у відчуттях.

## Фізичні та ментальні зв'язки
Як тільки Тітченер визначив елементи розуму та їхню взаємодію, його теорія поставила питання про те, чому елементи взаємодіють саме так, як вони це роблять. Зокрема, Тітченера цікавила зв'язок між свідомим досвідом і фізичними процесами. Тітченер вважав, що фізіологічні процеси забезпечують безперервний субстрат, який надає психологічним процесам безперервності, якої вони інакше не мали б. Таким чином, нервова система не викликає свідомого переживання, але може бути використана для пояснення деяких характеристик психічних подій.

## Вундт і структуралізм
Вільгельм Вундт був викладачем Тітченера у Лейпцизькому університеті. Він проголосив «науку безпосереднього досвіду». Це означає, що складні сприйняття можна описати за допомогою базової сенсорної інформації. У науковій літературі Вундт часто асоціювався зі структуралізмом і використанням подібних інтроспективних методів. Вундт проводить чітку різницю між чистою інтроспекцією, яка є відносно неструктурованим самоспостереженням, що використовується більш ранніми філософами, й експериментальною інтроспекцією. Вундт вважає цей тип інтроспекції прийнятним, оскільки він використовує лабораторні інструменти для зміни умов й уточнення результатів внутрішніх перцепцій.
Причини такої плутанини криються у перекладі творів Вундта. Коли Тітченер привіз свою теорію до Америки, він привіз із собою праці Вундта. Тітченер переклав ці твори для американської авдиторії і при цьому неправильно передав зміст, закладений у них Вундтом. Потім він використав перекладні праці Вундта, щоб показати, ніби той підтримує власні теорії Тітченера. Фактично, основна теорія Вундта була теорією психологічного волюнтаризму (mentalische Voluntarismus), доктрини, за якою сила волі організує зміст розуму в розумові процеси вищого рівня.

## Критика
Структуралізм зіткнувся з серйозною критикою, особливо з боку функціоналізму, ще однієї школи психології, яка пізніше еволюціонувала в психологію прагматизму (реактивація інтроспекції у прийнятні практики спостереження). Основна критика структуралізму полягала у його зосередженості на інтроспекції як методі, за допомогою якого можна отримати розуміння досвіду свідомості. Критики тоді стверджували, що самоаналіз неможливий, оскільки учні неспроможні оцінити процеси чи механізми власних психічних процесів. Таким чином, самоаналіз давав різні результати залежно від того, хто ним користувався та що шукав. Деякі критики також зазначали, що інтроспективні техніки насправді призводять до ретроспекції — спогаду про якесь відчуття, а не про відчуття.
Сам Тітченер піддавався критиці через те, що не використовував свої напрацювання в психології для вирішення практичних завдань. Натомість Тітченер був зацікавлений у пошуку чистого знання, що для нього було важливіше за повсякденні питання.

## Альтернативні теорії структуралізму в психології
Однією з альтернативних теорій структуралізму був функціоналізм (функціональна психологія). Функціоналізм розробив Вільям Джеймс на противагу структуралізму. Теорія підкреслювала важливість емпіричного, раціонального мислення над експериментальною філософією спроб і помилок. Джеймс до своєї теорії додавав інтроспекцію, але також додавав такі інструменти, як аналіз (тобто логічну критику попередніх та сучасних поглядів на розум), експеримент (наприклад, у гіпнозі чи неврології) та порівняння (тобто використання статистичних засобів для того, щоб відрізняти норму від аномалії), що давало йому певну перевагу. Функціоналізм також відрізнявся тим, що він фокусувався на тому, наскільки корисні певні процеси в мозку для навколишнього середовища, в якому ви знаходитесь, а не на процесах та інших деталях, як у структуралізмі.
Під час вивчення психіки ні Вундт, ні Тітченер не виявили емпіричних наслідків людської психічної активності, це й не було їхнім прагненням. Їхній повністю науковий підхід не поєднувався з утилітаризмом. Перша цілком американська система психології, функціоналізм, став осмисленим опором дослідницької психології Вундта та структуралізму Тітченера. Обидві течії розглядалися як обмежені і не давали відповіді про функції розуму та їхні течії.

## Сучасний структуралізм
Дослідники все ще працюють над тим, щоб запропонувати об'єктивні експериментальні підходи до виміру свідомого досвіду, зокрема в галузі когнітивної психології, і в певному сенсі продовжують ідеї Тітченера. Вони працюють над тими самими питаннями, що таке відчуття та сприйняття. Сьогодні будь-які інтроспективні методики застосовуються в суворо контрольованих ситуаціях і вважаються суб'єктивними та ретроспективними. Прихильники методу стверджують, що психологія все ще може отримати корисну інформацію від інтроспекції в таких випадках.